# Lucas (ur. 1988)
Lucas, właśc. Lucas Rios Marques (ur. 26 marca 1988 w Passos) – piłkarz brazylijski, występujący na pozycji prawego obrońcy.

## Kariera klubowa
Lucas Marques piłkarską karierę rozpoczął w Figueirense FC, którego jest wychowankiem w 2007. W barwach zespołu z Florianópolis zadebiutował 20 maja 2003 w przegranym 1-2 meczu w lidze brazylijskiej z SE Palmeiras. Był to jedyny jego mecz w sezonie, który zakończył się spadkiem Figueirense do drugiej ligi. W 2008 roku Lucas zdobył swoje pierwsze w karierze trofeum – mistrzostwo stanu Santa Catarina – Campeonato Catarinense. Mając małe perspektywy na grę w Figuerense w 2008 zdecydował się na wypożyczenie do występującego w drugiej lidze stanu São Paulo – São Bento Sorocaba.
W 2009 powrócił do Figuerense, w którym występował do 2010. Na koniec swojej gry w klubie z Florianópolis świętował awans do Serie A. Na początku 2011 został zawodnikiem Botafogo FR. W nowych barwach zadebiutował 20 stycznia 2011 w wygranym 2-1 meczu z Duque de Caxias FC w lidze stanowej.
| Sezon | Klub               | Kraj     | Rozgrywki                     | Mecze | Bramki |
| ----- | ------------------ | -------- | ----------------------------- | ----- | ------ |
| 2007  | Figueirense FC     | Brazylia | Campeonato Brasileiro Série A | 1     | 0      |
| 2008  | Figueirense FC     | Brazylia | Campeonato Brasileiro Série B | 0     | 0      |
| 2008  | São Bento Sorocaba | Brazylia | Campeonato Paulista Série A2  | 19    | 4      |
| 2009  | Figueirense FC     | Brazylia | Campeonato Brasileiro Série B | 33    | 3      |
| 2010  | Figueirense FC     | Brazylia | Campeonato Brasileiro Série B | 29    | 6      |
| 2011  | Botafogo FR        | Brazylia | Campeonato Brasileiro Série A | 22    | 1      |
| 2012  | Botafogo FR        | Brazylia | Campeonato Brasileiro Série A |       |        |

## Kariera reprezentacyjna
Lucas Marques w reprezentacji Brazylii zadebiutował 19 września 2012 w wygranym 2-1 meczu Superclásico de las Américas z reprezentacją Argentyną.